# 付天余
付天余（1978年7月16日—），出生于黑龙江省齐齐哈尔市，中國女子短道速滑運動員。北京体育大学的硕士研究生。

## 运动生涯
付天余是國家隊中少有的來自黑龙江省（大部份的都是吉林省）的运动员。她於1999年斯洛伐克的世界大學生冬季運動會中為中國取得一面短道速滑女子3000米小項的銅牌。4年後，付天余於世界錦標賽中奪得女子3000米接力小項的冠軍、500米的季軍以及全能項目排名第8位。同年500米的世界排名由第4升至榜首、1500米由第6提升一位。
翌年，付天余在短道速滑世界盃總排名賽贏得女子個人500米以及接力的第一，並於世界錦標賽中取得3000米個人及接力的亞軍、1000米的季軍與全能的第4位。2005年，黑龍江的付天余在世錦賽取得接力的亞軍和女子個人500米的季軍，又於十運會奪得3000米接力小項的金牌、女子個人500米小項的第4位。同年間，又在杭州、韓國、意大利取得佳積：分別兩度奪得接力的冠軍、500米的亞軍。
都靈冬季奧運中，付天余與王濛、楊揚、朱米樂和程曉蕾代表中國參與短道速滑的項目，於2月12日，付天余在女子500米預賽中以45秒636出線準決賽，而在準決賽中又以45秒130晉身決賽，但卻在決賽中被判犯規而取消資格。及後的3月，付天余與隊友在加拿大的蒙特利爾的世界短道速滑團體賽取得亞軍，又在世錦賽中以4分17秒194贏得女子3000米接力小項的冠軍。次年的長春冬亞運中，付天余取得兩面的銀牌。